# Bijzondere Klasse

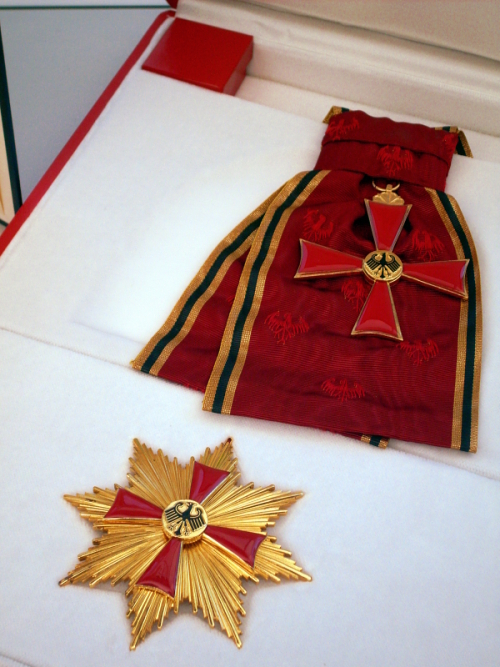
Alleen staatshoofden bezitten deze cassette met het Grootkruis in de Bijzondere Klasse van de Orde van Verdienste van de Bondsrepubliek Duitsland

In de loop van de 19e eeuw ontstond aan de Europese hoven behoefte aan een graad boven het Grootkruis. Men verleende het grootkruis of grootlint van een orde volgens het nog steeds gebruikelijke protocol aan ministers, admiralen, generaals, prinsen en ambassadeurs maar ook aan staatshoofden. Sommige landen beschikken en beschikten over een Decoratiestelsel met meerdere orden zodat men daarmee kon schuiven. Frankrijk daarentegen kende lange tijd alleen het Legioen van Eer. Om de staatshoofden een passende onderscheiding te kunnen geven werd door een aantal landen een "Grootkruis Bijzondere Klasse" ingesteld waarvan de versierselen kostbaarder zijn dan die van het Grootkruis.
Soms is een andere orde de Eerste Klasse van een grotere orde. Dat ziet men in Japan bij de Orde van de Chrysanthemum, de bijzondere klasse is hier de Orde van de Rijzende Zon.
In andere landen is er een grote orde gereserveerd voor staatshoofden. Een voorbeeld is de Zweedse Orde van de Serafijnen. Dan is er geen behoefte meer aan een "bijzondere klasse" bij de ridderorden. In Vietnam verleende de keizer een bijzondere klasse van de Orde van Khim Khanh.
Duitsland en Oostenrijk stelden rond 1950 een bijzondere klasse voor staatshoofden in bij hun Orde van Verdienste van de Bondsrepubliek Duitsland en het Ereteken van Verdienste voor de Republiek Oostenrijk.
In Noorwegen besloot men om het Grootkruis in de Orde van Sint-Olaf in het vervolg mét en zonder de ordeketen te verlenen. Zo ontstond een "Bijzondere Klasse". Het Russische hof verleende als bijzondere gunst de sterren en kleinoden van orden met briljanten. Deze onderscheidingen met briljanten zijn formeel geen bijzondere klasse van een ridderorde maar wel een bijzonder bewijs van de gunst waarin de decorandus zich mocht verheugen.
Soeverein ·
Grootmeester ·
Kanselier ·
Kapittel ·
Grootprior ·
Baljuw ·
Heraut ·
Wapenkoning ·
Ordeketen ·
Bijzondere Klasse ·
Grootkruis ·
Grootlint ·
Grootofficier ·
Commandeur ·
Officier ·
Ridder Grootkruis van Eer en Devotie ·
Rechtsridder ·
Ridder van Obediëntie ·
Ridder van Eer en Devotie ·
Ridder van Gratie en Devotie ·
Ridder van Magistrale Gratie ·
Eredame ·
Dame ·
Ridder ·
Lid ·
Expectant ·  
Medaille